# Apristurus gibbosus
Apristurus gibbosus  (лат.) — один из видов рода чёрных кошачьих акул (Apristurus), семейство кошачьих акул (Scyliorhinidae).

## Ареал
Это глубоководный вид, обитающий в северо-западной части Тихого океана у берегов Китая и Тайваня, на глубине 900 метров.

## Описание
Накайя и Сато в 1999 году разделили род Apristurus на три группы: longicephalus (2 вида), brunneus (20 видов) и spongiceps (10 видов). Apristurus gibbosus  принадлежит к группе brunneus, для представителей которой характерны следующие черты: короткая, широкая морда, от 13 до 22 спиральных кишечных клапанов, верхняя губная борозда длиннее нижней борозды; прерывистый надглазничный сенсорный канал.

## Биология
Максимальный размер 54,2 см. Рацион состоит из ракообразных, кальмаров и маленьких рыб. Размножается, откладывая по одному яйцу из яйцеклада. Яйца заключены в твёрдую капсулу. Размер капсулы 5—6,8 см в длину и 2,5—2,9 в ширину. На переднем конце капсулы имеются две волокнистые нити, на заднем конце также есть два маленьких отростка по углам. Вероятно, эти нити служат для прикрепления капсулы ко дну.

## Взаимодействие с человеком
Изредка попадает в качестве прилова в глубоководные сети. Международный союз охраны природы присвоил этому виду статус сохранности "Вызывающий наименьшие опасения.